# Дворец Бутримовича
Дворец Бутримовича — памятник архитектуры XVIII века, расположенный в городе Пинске, Беларусь. Был возведён по приказу Матеуша Бутримовича, известного политического деятеля того времени. Первый камень в фундамент будущего дворца в Пинске заложил последний король Речи Посполитой Станислав Август Понятовский. Другим высоким покровителем Бутримовича был гетман ВКЛ Михаил Казимир Огинский.
В 2008 году дворец Бутримовича был отреставрирован и стал одним из красивейших в стране Дворцом бракосочетаний, а также филиалом Музея Белорусского Полесья.

## История
Дворец Бутримовича был возведён в 1794 году по проекту виленского архитектора Кароля Шильдгауза. 9 сентября 1784 года на церемонии закладки первого камня присутствовал король Речи Посполитой Станислав Понятовский. Дворец строился около десяти лет.
Первым владельцем дворца был видный общественный и политический деятель Полесья, городской судья и уважаемый горожанин Матеуш Бутримович. Он был истинным патриотом своей родины, принимал активное участие в мелиорации болот и строительстве каналов, сделавших Пинск международным портом.
Впоследствии дворцом Бутримовичей владели три именитых полесских рода: Бутримовичи, Орды и Скирмунты. Среди них были талантливые скульпторы, живописцы, писатели, историки. В XIX веке здесь жил и творил прославленный художник, музыкант, педагог, композитор Наполеон Орда.
После смерти Матеуша Бутримовича дворец унаследовала его дочь Юзефина (умерла в 1859 году), бывшая замужем за Михаилом Ордой. Позже, как собственность их дочери Гортензии, жены Александра Скирмунта, дворец перешёл во владение семьи мужа. Гортензия, родная сестра художника Наполеона Орды, завещала дворец своей незамужней внучке, писательнице Констанции Скирмунт, дочери Хелены Скирмунт (1827—1874), известной в своё время художницы и скульптора.
Накануне Первой мировой войны здание принадлежало католической церкви и использовалось как резиденция епископа.
Во время Первой мировой войны, в 1915 году, Пинск подвергся тотальной эвакуации при отступлении русских войск. Коллекции Бутримовичей были разграблены или вывезены в глубь Российской империи, где их следы затерялись. Частично былая роскошь Пинского дворца была восстановлена в 1920-е годы его последней хозяйкой Гортензией Скирмунт, но после её смерти в 1933 году здание перешло государству.
После освобождения Пинска от немецко-фашистских войск в июле 1944 года во дворце разместилась типография, позже — кинотеатр «Пионер». Затем на долгие годы здание стало городским Домом пионеров.
После проведённой реконструкции 25 апреля 2009 года состоялось торжественное открытие Дворца бракосочетаний и филиала Музея Белорусского Полесья, которые разместились в здании дворца Бутримовича.

## Описание
Дворец представляет сооружение смешанного архитектурного типа: стили барокко и классицизм сочетаются с импровизациями канонических форм в деталях и фрагментах. От стиля барокко во дворце осталось построение основного плана с криволинейными очертаниями углов, членение фасада на два яруса, овальная форма главного зала. Дворец отличается необычной трактовкой ордера: торцевые фасады имеют четыре попарно сгруппированные колонны. Каждая пара колонн сдвинута к середине. Угловые части выступают, а не опираются на колонны.
Для дворца характерна симметричность. Три корпуса сооружения образуют парадный двор, который раскрыт в сторону реки Пины. В среднем корпусе расположены парадные помещения, в боковых — жилые комнаты и кабинеты. Центральное место в сооружении занимает овальный зал. Убранство интерьера выполнено в барочном стиле, однако встречаются и элементы классицизма.